# JCreator

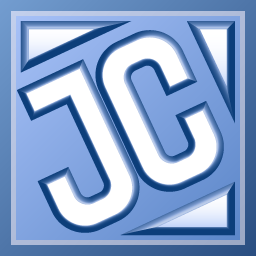
JCreator Logo JCreator es una marca de Xinox Software. Copyright © 2000-2011 Xinox Software.

```
(IDE) con lenguaje 
Java
 en entorno Windows.
```

Es un producto comercial de la compañía Xinox Software. 
Utiliza el J2SDK de Sun Microsystems para compilar y ejecutar los programas, pero no es necesario para ejecutar el JCreator, ya que a diferencia de otros IDEs para Java como Netbeans o Eclipse este programa no es una aplicación nativa Java. 
Hay dos ediciones, una gratuita, llamada LE y otra de pago llamada Pro, que entre otras cosas añade completamiento de comandos, plantillas, depuración y soporte de CVS.uolyyupyp8p